# Otiorhynchus albidus
Otiorhynchus albidus — вид долгоносиков-скосарей из подсемейства Entiminae.

## Описание
Жук длиной 7-9 мм. Имеет чёрный окрас. Надкрылья покрыты густыми волосками и щетинками, на сильно зернистых промежутках и помимо этого ещё в серебристо-белых или зеленоватых округлых чешуйках. Второй сегмент жгутика усиков в полтора раза длиннее первого. Зубцы передних бёдер очень маленькие.

## Экология
Вредит садовым растениям.